# Max Meyer
Maximilian Meyer (* 18. září 1995 Oberhausen) je německý profesionální fotbalista, který hraje na pozici středního záložníka za turecký klub Fenerbahçe SK. Mezi lety 2014 a 2016 odehrál také 4 utkání v dresu německé reprezentace, ve kterých vstřelil jednu branku.

## Klubová kariéra
Max Meyer začal s fotbalem na profesionální úrovni v klubu FC Schalke 04. Zde působil až do konce sezony 2017/2018, po níž mu skončila v Schalke smlouva. Jako volný hráč tedy podepsal smlouvu v klubu Crystal Palace FC, hrajícím anglickou nejvyšší soutěž.

## Reprezentační kariéra
Max Meyer reprezentoval Německo v mládežnických kategoriích U15, U16, U17, U18, U19 a U21. Zúčastnil se Mistrovství Evropy hráčů do 17 let 2012 ve Slovinsku, kde Německo prohrálo ve finále s Nizozemskem v penaltovém rozstřelu. Na turnaji byl se třemi góly nejlepším střelcem.

Trenér Horst Hrubesch jej nominoval na Mistrovství Evropy hráčů do 21 let 2015 konané v Praze, Olomouci a Uherském Hradišti. Mladí Němci vypadli v semifinále proti Portugalsku.

Zúčastnil se i Mistrovství Evropy hráčů do 21 let 2017 v Polsku, kde s týmem získal titul (historicky druhý pro Německo). Dostal se do jedenáctičlenné All-star sestavy šampionátu.
Zúčastnil se LOH 2016 v brazilském Rio de Janeiru, kde Němci získali stříbrné medaile po finálové porážce 4:5 v penaltovém rozstřelu proti Brazílii.
V A-mužstvu Německa debutoval 13. května 2014 v přátelském zápase v Hamburku proti Polsku (remíza 0:0).